# Klassisk liberalism
Klassisk liberalism (även kallad libertarianism eller laissez-faire-liberalism) är en politisk filosofi som siktar på att begränsa staten och skydda individens privategendom. Läran växte fram i slutet av 1700-talet som en följd av upplysningen och exemplifieras av tänkare såsom Adam Smith, Benjamin Constant, Anders Chydenius, David Ricardo, Frédéric Bastiat, Ludwig von Mises, Friedrich von Hayek och Milton Friedman. Det som idag kallas för "klassisk" liberalism var dock inte den dominerande ideologiska föreställningen bland liberaler under 1800-talet. Faktum är att begreppet då inte förekom alls, och att den minoritet liberaler som förespråkade laissez faire kritiserades starkt av andra liberaler.

## Politisk filosofi

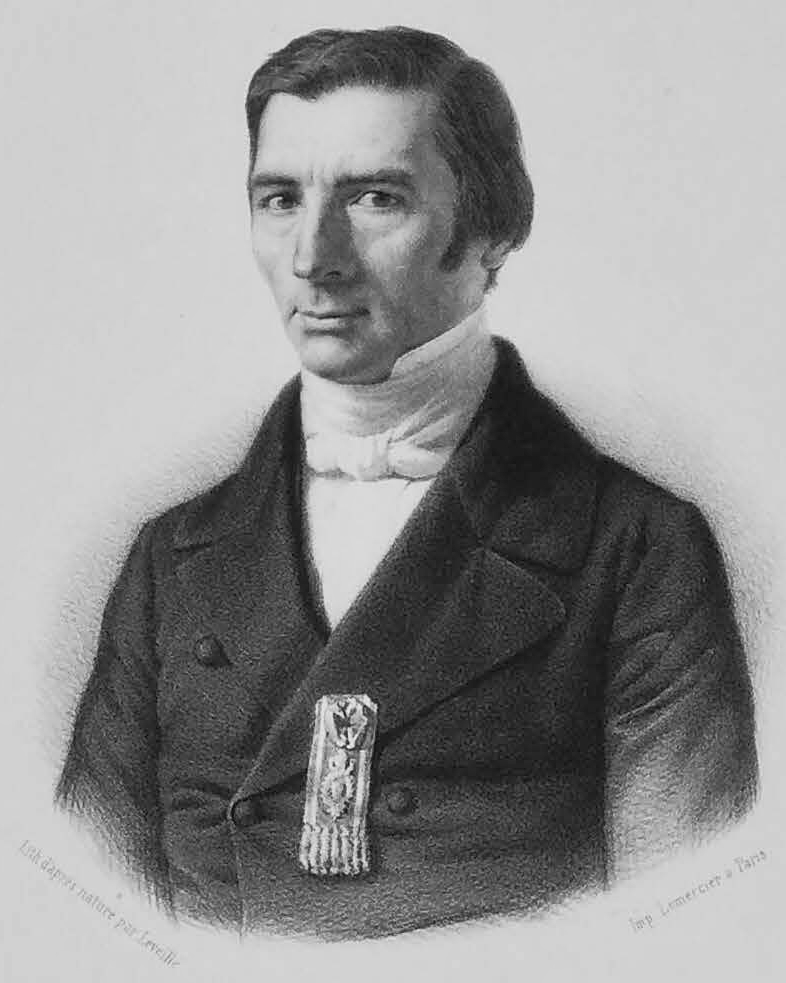
Frédéric Bastiat (1801–1850) är en framstående tänkare inom den klassiskt liberala traditionen.

De som kallar sig för "klassiska" liberaler hänvisar till en ideologisk doktrin som tog form under 1930- och 1940-talen. Liberala ideologer utvecklade då ett försvar mot anklagelsen att det var liberalismen som hade möjliggjort, eller till och med orsakat, den totalitarism som uppstod i Europa under mellankrigstiden. Liberalism, menade de, är frånvaron av stat. Därför kan liberalism inte förknippas med totalitär politik som exempelvis kommunism eller fascism.
Den frånvaro av stat som ideologerna föreställde sig gällde både i det sociala och det ekonomiska. Staten borde inte ingripa i hur människor relaterar till varandra eller agerar mot varandra, med undantag för om de kränker varandras friheter eller rättigheter. Vidare borde staten inte intervenera med marknaden. Staten borde lämna både människor och marknader åt sig själva.
1930- och 1940-talets liberala ideologer använde ett tvådelat argument för att rättfärdiga sin uppfattning. I argumentets första del slås fast att det inte går att kontrollera en ekonomi utan att kontrollera människorna som verkar i den. Statligt planerad ekonomi, menade de, leder till maktkoncentration och totalitarism. Därför bör samhällets ekonomi lämnas helt åt sig själv. I argumentets andra del slås fast att en fri marknadsekonomi är nödvändigt, men inte tillräckligt. Staten måste åta sig ansvaret att skydda människors friheter eller rättigheter – men inte åta sig något ansvar utöver detta. Den klassiska liberalismen kombinerar alltså ekonomisk liberalism med en radikal form av politisk liberalism.
Den klassiska liberalismen gör skarp åtskillnad mellan stat och samhälle: staten innebär tvång och våld (som anses godtyckligt utövat), medan samhället innefattar alla frivilliga överenskommelser. För att upprätthålla individens "negativa" rättigheter, bör den statliga verksamheten begränsas till polis-, militär- och domstolsväsen. En sådan minimal stat brukar benämnas nattväktarstat.

## Framstående verk
- 1776 – Nationernas välstånd (eng. The Wealth of Nations) av Adam Smith
- 1850 – La loi (eng. The Law) av Frédéric Bastiat
- 1944 – Vägen till träldom (eng. The Road to Serfdom) av Friedrich von Hayek
- 1949 – Mänskligt handlande (eng. Human Action) av Ludwig von Mises
- 1962 – Kapitalism och frihet (eng. Capitalism and Freedom) av Milton Friedman

## Kritik
Vissa, framför allt kritiker, tenderar jämka den klassiska liberalismen med nyliberalismen. Den anarkosyndikalistiske filosofen Noam Chomsky har poängterat att den klassiska liberalismen svårligen kan anammas efter 1800-talet, eftersom den, liksom varje annan ideologi, är bunden av en tidsanda. För den klassiska liberalismens politik och historia, se nyliberalism.